# Ів Робер
Ів Робе́р (фр. Yves Robert) (*19 червня 1920 — †10 травня 2002) — французький кінорежисер, актор та сценарист.
У молодості Ів Робер працював у видавництві й перемінив кілька професій. Театральний дебют актора Іва Робера відбувся в Ліоні. Після звільнення Франції Ів Робер вирушив до Парижа і працював у кабаре. Свою першу роль у кіно одержав в 1949 році. За фільм «Війна ґудзиків» в 1962 Ів Робер одержав премію Жана Віго. Прославився своїми сценаріями й режисерськими роботами в жанрі комедії.
З 1956 і до кінця життя Ів Робер був одружений з акторкою Даніель Делорм.

## Фільмографія

### Режисер
- 1954 : «Чоловіки думають лише про це» / Les hommes ne pensent qu'à ça
- 1958 : «Не спійманий — не злодій» / Ni vu, ni connu
- 1959 : «Підпис: Арсен Люпен» / Signé Arsène Lupin
- 1960 : «Сім'я Фенуяр» / La famille Fenouillard
- 1962 : «Війна кнопок» / La Guerre des boutons
- 1968 : «Дуже щасливий Олександр» / Alexandre le bienheureux
- 1969 : «Клерамбар» / Clérambard
- 1972 : «Високий блондин у чорному черевику» / Le grand blond avec une chaussure noire
- 1974 : «Повернення високого блондина» / Le Retour Du Grand Blond
- 1976 : «І слони бувають невірні» / Un éléphant ça trompe énormément
- 1977 : «Ми всі вирушимо на небеса» / Nous irons tous au paradis
- 1984 : «Близнюк» / Le Jumeau
- 1990 : «Слава мого батька» / La Gloire de mon Père
- 1990 : «Замок моєї мами» / Le château de ma mère

### Сценарист
- 1984 : «Жінка в червоному» / The Woman in Red

### Актор
- 1972 : «Високий блондин у чорному черевику» / Le grand blond avec une chaussure noire — диригент
- 1972 : «Довічна рента» / Le Viager — Букінья-Дюман
- 1974 : «Повернення високого блондина» / Le Retour Du Grand Blond — диригент
- 1976 : «Суддя і вбивця» / Le Juge et l'Assassin — професор Деґуельдр
- 1980 : «Поганий син» / Un mauvais fils — Рене Калганьї
- 1983 : «Офіціант!» / Garçon! — Саймон
- 1984 : «Близнюк» / Le Jumeau — чоловік у ліфті